# Quercus fruticosa
Este roble, Quercus fruticosa Brot. emparentado con los quejigos: de nombre polémico, que habita en Galicia (concretamente, en Carnota en La Coruña), centro y sur de Portugal y provincias de Cádiz y Málaga y Rif norteafricano; es un arbusto que alcanza a lo sumo 2 m de altura y tiene las hojas como un quejigo, pero con un peciolo muy corto, de menos de 4 mm, que a veces pierden el pelo de la cara posterior, de las hojas. Recibe el nombre de quejigueta y se cría en los matorrales y colinas de clima suave, frecuentemente sobre suelos arenosos y en ambiente de alcornocal.
Está considerado un sinónimo de Quercus lusitanica.